# VGA Planets
Vga Planets è un videogioco strategico a turni ambientato nello spazio, appartenente alla categoria dei giochi PBeM (Play By E-Mail). È stato sviluppato a partire dal 1993 da Tim Wisseman, un programmatore indipendente, usando il linguaggio Visual Basic e conta migliaia di giocatori sparsi nel mondo. VGA Planets è distribuito sotto licenza shareware, giocabile con alcune limitazioni nella versione non registrata e senza limitazioni nella versione registrata.
Lo sviluppatore ha cessato di fornire supporto di sviluppo per la versione 3/3.5, avendo iniziato alla fine del 1999 a lavorare allo sviluppo della controversa Versione 4 (Vga Planets 4). Tuttavia interfacce di supporto a quelle originali, ormai datate, sono state sviluppate da terzi.

## Modalità di gioco
Il gioco si svolge in una Galassia definita "Echo Cluster", formata da un massimo di 500 sistemi stellari. Ogni sistema stellare ha un solo pianeta. Il gioco ha una mappa galattica standard di forma quadrata in cui le posizioni dei 500 pianeti sono predefinite, mentre le caratteristiche dei singoli pianeti (temperature, minerali presenti, eventuali popolazioni native, ecc.) variano da partita a partita. È comunque molto diffusa l'abitudine di utilizzare mappe diverse da quella standard, per aumentare l'attrattiva del gioco ed anche per ovviare a un difetto della mappa standard quadrata, ossia che i giocatori più vicini ai bordi hanno sempre le spalle coperte: sono così molto diffuse mappe con galassie in forma circolare, a spirale semplice o multipla, toroidali e così via.
Ogni giocatore è posto a capo di un impero razziale e parte con almeno un pianeta (detto HomeWorld), ma è molto comune la scelta di dotare i giocatori di più pianeti in partenza per rendere più rapide e meno noiose le prime fasi del gioco; l'opzione di scenario più comune, detta "disunited kingdoms" prevede che i giocatori partano con almeno una decina di pianeti oltre a quello principale ed almeno un paio di piccole navi. Non è raro che gli Host delle partite decidano anche di dotare i giocatori di un numero maggiore di navi in partenza.
Scopo del gioco è raggiungere il predominio sulla galassia; gli obiettivi possono essere formalizzati, stabilendo ad esempio un numero o una percentuale di pianeti da conquistare o un certo totale di punti da raggiungere distruggendo flotte avversarie, oppure essere liberamente lasciati all'evoluzione della partita: in quest'ultimo caso sono i giocatori, di solito, a decidere quando interrompere la partita laddove i rapporti di forza siano ormai incontrovertibili e non rovesciabili.

## Shareware o registrato
VGA Planets è distribuito in due versioni, una shareware liberamente scaricabile e utilizzabile direttamente dal sito del produttore, ed una Commerciale, che richiede l'acquisto di una licenza.
La versione ShareWare è pienamente utilizzabile senza limiti di tempo, ma pone alcune limitazioni sui livelli di tecnologia raggiungibile, sul tipo di astronavi utilizzabili, e su alcune specifiche operazioni di gioco od opzioni di visualizzazione della mappa stellare di gioco.
La versione Registrata sblocca tutte le funzionalità mancanti alla versione ShareWare e la licenza ha durata illimitata nel tempo.
Nonostante le limitazioni della versione ShareWare essa è utilizzabile anche per partite complesse, soprattutto se si utilizzano in supporto applicazioni esterne come Vga Planets Assistant o EchoView, che riducono l'impatto delle limitazioni e rendono più giocabile in generale qualunque partita, anche per i giocatori in possesso della versione registrata. Inoltre vi sono diversi "addons" utilizzati sul lato server (ossia impostati da chi funge da Host per la partita) che possono ridurre ulteriormente gli svantaggi, introducendo delle opzioni aggiuntive anche per i giocatori non registrati.

## Razze e imperi giocabili
I giocatori hanno la possibilità di scegliere all'inizio della partita quale "razza" o "impero" tenere. Le razze giocabili sono ricalcate in tutto o in parte sulle caratteristiche di razze apparse in serie televisive o cinematografiche di fantascienza, in particolare Star Trek, Guerre stellari e Battlestar Galactica.
Normalmente non è possibile che due giocatori tengano la stessa razza, a meno che il giocatore (o il sito) che funge da Host della partita non utilizzi uno specifico programma aggiuntivo (addon) prodotto da una terza parte.
Ogni razza ha caratteristiche peculiari che impongono differenti strategie e tattiche di gioco, pertanto ogni giocatore impara (a volte sulla propria "pelle") a conoscere vantaggi e svantaggi tanto della propria razza, quanto di quelle dei suoi avversari diretti. Conoscere almeno sommariamente le caratteristiche delle 11 razze è fondamentale non solo per "conoscere il nemico", ma anche per poter sfruttare al meglio uno degli aspetti più divertenti di VGA Planets, ossia la diplomazia e le alleanze.
Nota: esistono programmi di terze parti (il più famoso è RacePlus) che modificano parzialmente le caratteristiche standard delle razze di gioco, aggiungendo nuove funzionalità. In questi casi l'Host comunica ai giocatori quali modifiche sono state introdotte.
Le razze giocabili sono:
- Solar Federation - ispirata alla Federazione dei Pianeti Uniti di Star Trek.
- Lizard Alliance - razza di lucertoloni umanoidi simili ai rettili della serie TV Visitors; in realtà la razza si ispira ai Gorn, una delle razze apparse in una puntata ("Arena") della serie originale di Star Trek.
- Birdmen Empire - ispirata all'Impero Stellare Romulano di Star Trek. Il principale fattore di potenza di questa razza è lo spionaggio.
- Fascist Empire - ispirata ai Klingon di Star Trek. Razza guerriera per eccellenza, hanno un bonus negli scontri di terra, anche se inferiore a quella dei Lizard
- Privateers - razza di pirati dotati di navi velocissime e in grado di rendersi invisibili. La razza si ispira agli Orions di Star Trek. Le loro navi sono molto piccole e dagli scafi molto deboli, infatti le loro flotte sono quasi interamente costituite da navi rubate agli altri giocatori.
- Cyborg Collective - Razza cibernetica ispirata ai Borg di Star Trek. I Cyborg hanno la capacità di assimilare automaticamente le popolazioni native (non i coloni di altre razze giocabili) dei pianeti conquistati
- Crystalline Confederation - forma vivente di natura minerale, che si riproduce più rapidamente su pianeti molto caldi. Ispirata ai Tholian di Star Trek
- Evil Empire - Si tratta del malvagio Impero galattico di Guerre stellari, anche se - probabilmente per ragioni di copyright - usa come bandiera dell'Impero la bandiera sovietica. Ha un bonus molto importante sulla produzione dei caccia. Le navi dell'Impero hanno il "dark sense" ossia la capacità di individuare pianeti nemici e basi stellari orbitanti nemiche in un raggio di 200 anni luce anche senza esplorare fisicamente i singoli sistemi stellari.
- Robots - ispirati ai Cyloni di Battlestar Galactica. Sono la prima delle razze cosiddette "fighter friendly", la cui potenza si basa sulla capacità di produrre caccia direttamente a bordo delle navi anziché sulle basi stellari
- Rebel Alliance - si tratta della Alleanza Ribelle di Guerre stellari; razza "fighter friendly"
- Lost Colonies of Men - Si tratta dei "Coloni" della serie TV Battlestar Galactica e Battlestar Galactica 2003. Sono la terza ed ultima fra le razze "fighter friendly"

## Elementi del gioco

### Mappa stellare (StarChart)
È la mappa di gioco, la rappresentazione dell'universo in cui si svolge la partita. Un universo composto di un massimo di 500 sistemi planetari (o pianeti, dato che ogni punto sulla mappa rappresenta un unico pianeta). La rappresentazione dello spazio è strettamente bidimensionale, non vi è alcuna forma di tridimensionalità, neanche simulata.
La mappa stellare è salvata in un file chiamato XYPLAN.DAT, che deve essere lo stesso per tutti i giocatori che prendono parte a una partita. Esiste una mappa standard, che però è usata ormai raramente perché la conoscono tutti e presenta diversi difetti che nella partita si fanno sentire (per esempio, i giocatori che si trovano lungo i bordi della mappa hanno le spalle coperte e possono concentrare le loro forze verso l'interno, mentre i giocatori collocati in posizioni più centrali devono proteggersi su tutti i lati). È scelta quasi universale che l'Host utilizzi una mappa personalizzata, che viene fornita ai giocatori all'inizio della partita.
La mappa può essere integralmente nota in partenza, oppure può essere scoperta via via nel corso della partita tramite l'uso di uno specifico "addon" lato host chiamato "Explore Map".
Quando parliamo di mappa, o StarChart, intendiamo la mappatura con le coordinate rappresentanti le posizioni dei pianeti: la StarChart non fornisce di per sé alcuna informazione sulle caratteristiche dei singoli pianeti e sui loro proprietari: ogni partita di Vga Planets è un universo indipendente anche se si utilizza la stessa mappa stellare, perché i dati relativi alle caratteristiche dei pianeti vengono generati ex novo all'inizio di ogni partita.

### Pianeti (Planets)
I pianeti sono i cardini fondamentali di ogni impero di VgaPlanets. Ogni pianeta è rappresentato da un punto singolo sulla mappa stellare ed in pratica ogni stella ha un solo pianeta. Di norma ogni galassia può contenere un massimo di 500 pianeti. A seconda delle impostazioni decise dall'host prima di avviare la partita, ogni giocatore parte con un certo numero di pianeti; lo scenario può comunemente usato, "Disunited Kingdoms", prevede che ogni giocatore inizi la partita con 10-15 pianeti già in suo possesso, ma esistono anche altri scenari preimpostati che prevedono di partire con nessun pianeta.
Per prendere possesso di un pianeta disabitato è sufficiente scaricarci 1 clan di coloni. Se il pianeta è già occupato da un altro giocatore, sarà necessario sconfiggere le eventuali difese planetarie (attaccando il pianeta con una o più navi) e l'eventuale Base stellare (StarBase) orbitante, o scaricare sul pianeta un numero di clan sufficiente a eliminare quelli avversari.
A seconda del sistema di calcolo del punteggio, il possesso di ogni pianeta in più garantisce punti aggiuntivi. Ma al di là dei punteggi, possedere pianeti è uno dei cardini del gioco in quanto essi diventano le uniche fonti a lungo termine di minerali, carburante, denaro e risorse necessarie per lo sviluppo di un impero militarmente competitivo.
La temperatura di un pianeta ha un importante effetto sulla popolazione eventualmente residente, sulla popolazione massima ospitabile e sul fattore di crescita della popolazione tra un turno e l'altro.

#### Minerali
Vedere oltre per i dettagli. I Minerali sono utilizzati per costruire Navi, Basi Stellari, Caccia e Siluri. Il Neutronium è il carburante utilizzato dalle navi per muoversi nello spazio. I minerali possono essere estratti dalla crosta planetaria costruendo sul pianeta impianti minerari (Mines). I Minerali estraibili sono:
- Neutronium: colore rosso, carburante (Fuel)
- Deuterium: colore giallo, metallo
- Tritanium: colore blu, metallo
- Molybdenium: colore verde, metallo

I Minerali non sono presenti in quantità illimitata. Oltre ad una piccola parte eventualmente (ma non necessariamente) presenti in superficie, la maggior parte dei minerali estraibili è contenuta nella crosta planetaria, in quantità e concentrazioni diverse per ogni pianeta. La quantità di minerali estratti ad ogni turno dipende dalla numero di miniere (mines) operative e dal fattore di concentrazione mineraria del pianeta. Una volta esaurite le risorse minerarie, una piccola quantità di minerali verrà comunque generata dai processi interni planetari, secondo un fattore di rigenerazione impostato dall'host all'inizio della partita.
I dati generali riguardanti i minerali presenti su un pianeta sono (è indicata anche l'unità di misura):
- In superficie (on Surface): minerali già estratti e quindi già utilizzabili e trasportabili (kT)
- In profondità (on Core): minerali nella crosta, che possono essere estratti (kT)
- Concentrazione: concentrazione dei minerali, dai cui dipende la velocità di estrazione (in %)
- Rigenerazione: fattore di rigenerazione subatomica, ossia quanto metallo viene prodotto dal nucleo del pianeta (in kT)

È evidente che la quantità di minerali presenti in un pianeta influenza enormemente il valore di quel pianeta per i giocatori.

#### Strutture: Fabbriche (Factories)
Strutture costruite dal giocatore in possesso del pianeta. Le fabbriche sono il motore principale del singolo pianeta in quanto producono ad ogni turno di gioco un numero di Supplies (unità di produzione industriale) pari al numero di fabbriche operative; Per costruire una factory occorre spendere 1 Supply + 3 MegaCrediti. Nota: per i nuovi pianeti colonizzati è importante scaricare sul pianeta anche un numero di Supplies sufficiente ad avviare la costruzione di fabbriche, se si intende sfruttare le risorse del pianeta appena conquistato.

#### Strutture: Miniere (Mines)
Strutture costruite dal giocatore in possesso del pianeta. Le Miniere servono ad estrarre i minerali dal sottosuolo per portarli in superficie. L'estrazione mineraria è direttamente proporzionale al numero di miniere operative e al tasso di concentrazione dei minerali nella crosta planetaria. Per costruire una miniera occorre spendere 1 Supply + 4 MegaCrediti. Nota: se sul pianeta è presente una popolazione nativa di tipo Reptilian, i nativi aiuteranno nell'estrazione mineraria. Se la propria razza di gioco è Lizard, si gode normalmente un bonus estrattivo (solitamente 200%), mentre la razza Federation ha una leggera penalità (solitamente 80%).

#### Strutture: Difese (Defense outposts)
Strutture costruite dal giocatore in possesso del pianeta. Le difese planetarie rappresentano la difesa basilare del pianeta dagli attacchi ad opera di navi nemiche. Le difese planetarie sono costituite da armi a raggi e caccia planetari. Maggiore è il numero di difese planetarie, migliore sarà la potenza dei raggi e maggiore sarà la quantità di caccia planetari lanciati in combattimento. Anche in caso di invasione (ossia se un nemico scarica sul pianeta i propri coloni allo scopo di conquistare il pianeta con un combattimento di terra) il numero di difese operative aumenta la capacità di resistenza dei propri coloni. 
Normalmente il numero di caccia planetari lanciati da un pianeta per difendersi è la radice quadrata del numero di difese operative.
Se attorno al pianeta orbita una StarBase (Base stellare) i caccia planetari andranno a sommarsi a quelli eventualmente presenti sulla StarBase. Ogni difesa planetaria costa 1 Supply + 10 MegaCrediti.
Attenzione: i caccia planetari NON possono essere trasferiti sulla StarBase o sulle navi e non richiedono minerali per essere costruiti. Sono costruiti e rigenerati automaticamente alla fine di ogni turno.
Nota: la quantità di difese costruite su un pianeta influenza la capacità delle navi nemiche di "leggere" i dati del pianeta dalla distanza.

#### Friendly Codes planetari
I FC planetari, ed i friendly code in generale, sono combinazioni di tre lettere e/o numeri (es. "NUK", "178", "ee9"). Spesso sottovalutati rappresentano il codice di accesso di ogni pianeta. Sono, di norma, conosciuti solo dal giocatore proprietario del pianeta e possono essere cambiati a piacere ad ogni turno. All'inizio della partita i FC planetari vengono generati a caso dall'host.
I FC sono "case sensitive", ossia sensibili all'uso di maiuscole e minuscole (es. "aaa" è diverso da "AAA" o "aAa").
Alcune combinazioni di lettere e numeri sono riservate e interpretate dall'host come istruzioni specifiche che controllano il comportamento del pianeta in differenti situazioni.
I FC planetari hanno diverse funzioni:
- Controllo campi minati: un campo minato spaziale (MineField) assume lo stesso codice del pianeta più vicino al suo centro. Una nave che imposti il proprio FC sulla stessa combinazione potrà transitare con sicurezza all'interno del campo minato senza pericolo di colpire le mine, anche se appartiene a un giocatore differente da quello che ha rilasciato il campo minato.
- Azioni del pianeta: esistono combinazioni riservate che definiscono il comportamento del pianeta, ad esempio nei confronti di eventuali navi presenti in orbita.

Conoscere, scoprire o rubare o reimpostare forzatamente il FC di un pianeta nemico permette di compiere diverse azioni, quali
- Rapina: è possibile trasferire risorse dal pianeta alla propria nave.
- Immunità: la nave non verrà attaccata dalle difese planetarie, salvo avere ordine specifico di farlo

### Popolazione Planetaria
I pianeti presenti nello scenario di gioco possono essere abitati o disabitati. I pianeti sono di proprietà di un giocatore se sul pianeta è presente almeno un colono di quel giocatore. Non è possibile che un pianeta ospiti coloni appartenenti a giocatori diversi; in questo senso i coloni agiscono anche da truppe militari. Le popolazioni native, viceversa, "servono" i colonizzatori e non hanno iniziativa autonoma.

#### I coloni
Un pianeta appartiene al giocatore che riesce a mantenervi almeno un colono. La popolazione planetaria può essere tassata e generare MegaCrediti ad ogni turno, può lavorare nelle miniere, fabbriche e postazioni difensive del pianeta. La quantità di miniere (Mines), Fabbriche (Factories) e Difese (Defense outposts) costruibili su un pianeta dipende dalla quantità di clan presenti in superficie.
Talvolta è desiderabile non colonizzare un pianeta allo scopo di "industrializzarlo", ma limitarsi a scaricare 1 solo clan per reclamarne il possesso ed utilizzarlo come avamposto; i pianeti sotto il proprio controllo agiscono infatti come basi per gli scanner spaziali.
I pianeti sono normalmente colonizzati scaricando almeno 1 clan di propri coloni sulla superficie, tuttavia ci sono casi in cui un pianeta diventa proprietà di un giocatore in seguito a una battaglia tra nave e pianeta in cui la nave abbia avuto la meglio: in questo caso una squadra facente parte dell'equipaggio sbarcherà sul pianeta prendendone possesso. A meno che non si desideri mantenere soltanto una piccola guarnigione, sarà necessario trasferirvi altri coloni prima di poter avviare un qualsiasi sviluppo industriale.
La popolazione può aumentare, in funzione della temperatura del pianeta e dell'eventuale tassazione applicata. Temperature più vicine ai 50° e tasse vicine allo 0% sono le condizioni ottimali per la crescita rapida della popolazione. I coloni, se vengono tassati troppo e troppo a lungo, inizieranno a ribellarsi e a distruggere le strutture planetarie, mettendo il pianeta a ferro e fuoco.

#### I nativi
Le popolazioni native non partecipano autonomamente al gioco, ma la loro presenza sui pianeti è fonte di effetti anche molto importanti sulla partita. Ogni razza nativa ha le proprie caratteristiche peculiari, che possono tradursi in vantaggi o svantaggi per il possessore del pianeta. Alcune garantiscono ad esempio introiti fiscali maggiorati, altre garantiscono avanzamenti immediati nella tecnologia delle basi stellari (StarBases), e così via. In dettaglio:
- Ghipsoidals: Forniscono un bonus tecnologico sui Motori (Engine Tech 10).
- Amphibians: Forniscono un bonus tecnologico sulle Armi a Raggi(Beam Tech 10).
- Humanoids: Forniscono un bonus tecnologico sugli Scafi (Hull Tech 10).
- Siliconoids: Forniscono un bonus tecnologico sui Tubi Lanciasiluri(Torpedo Tech 10).
- Reptilians: Forniscono un incremento della velocità di estrazione mineraria (il doppio).
- Insectoids: Forniscono il doppio delle tasse a parità di percentuale di tassazione.
- Avians: Possono essere tassati molto oltre i limiti delle popolazioni coloniali.
- Bovinoids: Producono grandi quantità di Supplies (vedere oltre) indipendentemente dalla presenza di fabbriche planetarie.
- Amorphous: Nessun bonus; divorano 5 clan di coloni a ogni turno e non sono tassabili né assimilabili.

L'eventuale popolazione nativa presente ha una sua forma di governo autonoma, che può essere più o meno primitiva o più o meno avanzata. Le forme di governo avanzato garantiscono nativi più felici e quindi più ben disposti a pagare tasse più alte.
Le razze native, con l'eccezione degli Amorphous, possono essere Assimilati dalla razza Cyborg.
Le popolazioni native non possono essere trasportate dalle navi.
Nota sugli Amorphous: possono rappresentare un serio problema per il proprietario del pianeta. In generale è conveniente colonizzare un pianeta abitato da nativi di questa razza solo se il pianeta ha una rilevante posizione strategica e/o se garantisce cospicui rifornimenti minerari. In questo caso il giocatore deve assicurarsi di scaricare abbastanza coloni sul pianeta in modo da garantire l'incremento o almeno la stabilità demografica, visto che 5 clan di coloni vengono uccisi ad ogni turno dai nativi.
La razza Fasists dispone di due navi dotate del "Glory Device", ossia un dispositivo di autodistruzione. Se la nave si autodistrugge in orbita attorno a un pianeta abitato da popolazione nativa, tutta la popolazione nativa verrà sterminata e convertita in minerali (è, in effetti, l'unico modo di liberarsi degli Amorphous).

### Basi Stellari (StarBases)
Sono Basi Spaziali orbitanti attorno al pianeta, ed hanno la doppia funzione di produrre e rifornire le navi, e incrementare le difese del pianeta sommando le proprie difese a quelle planetarie.

#### Dati Generali
- Friendly Code: viene adottato lo stesso FC del pianeta. Quindi se si vuole dare un'istruzione alla StarBase tramite un FC, basterà impostare quello del pianeta sulla combinazione desiderata.
- Costo: le SB hanno un alto costo in minerali e in MegaCrediti (900 Mc); per questa ragione conviene costruire una SB solo se si ha una reale convenienza a farlo.

#### Livelli di Tecnologia
La Tecnologia in VGA Planets non funziona come in molti altri giochi dello stesso genere, in quanto non esiste una ricerca scientifica generalizzata. Ogni StarBase deve essere attrezzata in modo da poter produrre componenti (Scafi, Raggi, Siluri, Motori) del livello desiderato aumentando il livello tecnologico della SB in questione. Di norma all'inizio della partita ogni giocatore riceve almeno una starbase, dotata di Tech 7 nel settore motori. Gli avanzamenti tecnologici nelle altre categorie andranno comprati di volta in volta e avranno effetto solo sulla singola StarBase.
Per chi gioca con la versione shareware non registrata, il limite tecnologico delle starbase è il livello 6. Se si desiderano componenti più avanzate sarà necessario costruire la SB su un pianeta dotato di popolazione nativa in grado di conferire un bonus tecnologico (vedere più sopra).

#### Magazzini della Base
Di norma le componenti costruite su una StarBase sono utilizzabili solo su quella SB, tuttavia esiste un add-on molto diffuso (StarBase Plus) che consente di caricare le componenti su una nave da cargo e trasferirle su un'altra StarBase. Finché non vengono assemblate, le varie componenti di una nave rimangono nei magazzini della SB.

#### Difese della Base
Ogni SB può essere armata in modo da potersi difendere da attacchi nemici. Le difese della base rappresentano le armi a raggi con cui si difende e l'armatura di cui è dotata. La potenza e l'efficacia delle armi a raggio dipende dal livello tecnologico nel campo Beam Weapons e dalla quantità di Difese costruite sul pianeta. Al momento dello scontro, le difese della StarBase si sommeranno a quelle planetarie.

#### Caccia della Base
Le SB possono fabbricare Fighters, ovvero caccia da combattimento. Ogni Fighter costa di norma 100 Mc, 3 kt di Tritanium e 3kt di Molydbenium. Ogni StarBase può mantenere nei propri hangar fino a 60 Fighters, che in caso di combattimento si sommeranno a quelli lanciati dalle difese planetarie.
La razza Evil Empire ha un bonus molto vantaggioso. Ad ogni turno, su ogni SB vengono prodotti 5 Fighters "gratuitamente", o meglio senza alcuna spesa che non sia quella dei minerali (3 Tritanium + 2 Molybdenium).
Le razze cosiddette "Fighter Friendly" (Robots, Rebels e Colonials) possono costruire caccia anche a bordo delle navi. Tutte le altre razze, Evil Empire inclusa, devono rifornire le proprie navi portacaccia caricando i fighters dalle StarBase.

#### Missioni della Base
Ogni StarBase può avere una sua missione primaria, che normalmente è impostata su "Refuel" ossia sul rifornimento automatico delle navi. Può però essere impostata anche per svolgere altri compiti, quali:
- Recycle: riciclerà una nave ad ogni turno. Le componenti finiranno in magazzino, lo scafo verrà riconvertito in minerali.
- Fix/Repair: riparerà una nave ad ogni turno e reintegrerà l'equipaggio, senza costi.
- Surrender Ship: se si trascina fino alla SB una nave nemica priva di carburante, verrà abbordata e fatta propria.
- Clone Ship: una nave di disegno nemico verrà "clonata". È necessario che i livelli tecnologici siano alti quanto quelli della nave da clonare. Le razze Crystallines e Privateer non hanno a disposizione la clonazione.
- Super Refit: solo per la razza Federation; senza smantellare la nave, la SB equipaggerà la nave con componenti di livello più avanzato, se disponibili in magazzino.

#### Produzione
A condizione di avere denaro (mc) e minerali a disposizione, ogni SB può produrre una nave a turno, con lo scafo e le componenti desiderate.
Le SB producono anche Siluri (Torpedoes) e Caccia (Fighters), che possono essere poi caricati sulle navi.
La produzione di qualunque SB è sempre limitata alle componenti di livello pari o inferiore ai livelli tecnologici per cui la SB è equipaggiata.

#### Priority Build Points (Coda di produzione)
Esiste un limite massimo di navi che possono essere in gioco (comprendendo quelle di tutti i giocatori attivi), solitamente pari a 500 navi. Una volta raggiunto tale limite, l'host lascerà costruire nuove navi solo quando si libereranno degli "slot", ossia quando qualche nave verrà distrutta o riciclata. In questo caso, avranno la priorità i giocatori con il maggior numero di Priority Build Points (comunemente abbreviato "PP").
I PP vengono guadagnati globalmente da ogni giocatore ogni volta che riescono a distruggere una nave nemica o a riciclare una propria nave. I PP vengono "scalati" ogni volta che vengono spesi per costruire una nave una volta raggiunto il limite di 500 navi.

### Gestione economica e produttiva
L'aspetto economico del gioco è molto importante. Una pianificazione attenta dell'economia del proprio impero può fornire al giocatore le risorse necessarie ad espandersi, costruire e incrementare gli armamenti, rimpiazzare le unità militari obsolete e così via. Esistono diverse utility lato player che possono automatizzare la gestione economica dei pianeti, ma è bene comprendere i principi di funzionamento dell'economia di VgaPlanets prima di fare affidamento su sistemi automatizzati.
Le risorse utilizzabili per consolidare il proprio sistema produttivo sono di due tipi: minerarie ed economiche.
Risorse Minerarie: Sono i minerali estraibili dai Pianeti. Finché non vengono estratti, questi minerali restano nel profondo della crosta planetaria. Per poter essere utilizzati o trasportati devono essere prima estratti e portati in superficie, costruendo sul pianeta un numero adeguato di Miniere (Mines). Tali minerali sono: Neutronium, Duranium, Tritanium e Molybdenium.
Risorse Economiche: Sono il prodotto della tassazione e della produzione industriale generata dalle fabbriche planetarie. La tassazione genera MegaCrediti (MC) e può essere applicata ad ogni popolazione planetaria controllata, sia essa nativa o di propri coloni. La produzione industriale derivante dalle fabbriche (factories) è espressa in Supplies (alla lettera, "Risorse"). I MC non hanno peso e non occupano spazio sulle navi. Le Supplies hanno peso unitario in kt, esattamente come i minerali, ma possono essere convertite manualmente in MC in rapporto di 1 a 1.

#### Minerali: Neutronium (Fuel)
Il Neutronium è il carburante utilizzato dalle navi (Starships) per muoversi nello spazio e, in alcuni casi, utilizzato anche per specifiche missioni che comportano un consumo aggiuntivo (ad es. la missione di dissimulazione/invisibilità o "cloak"). È una risorsa imprescindibile: una nave priva di carburante non solo non può muoversi, ma non può nemmeno combattere o difendersi, può essere abbordata e trainata (tow) da navi nemiche. A differenza di quanto accade in altri giochi dello stesso genere (es. Stars!, Master of Orion) il carburante non è una risorsa illimitata; assicurarsi linee di rifornimento di carburante è una priorità strategica per ogni giocatore.
Il Neutronium viene estratto sui pianeti tramite la costruzione di Miniere (Mines) sulla superficie planetaria. Il Neutronium può anche essere prodotto da alcune navi; tutte le razze di VgaPlanets dispongono di una nave chiamata Neutronic Refinery, in grado di convertire risorse (Supplies) in Neutronium. La razza Colonial, inoltre, dispone di una nave (Cobol Class Cruiser) in grado di produrre Neutronium semplicemente viaggiando nello spazio.

#### Minerali: Duranium
È il metallo, identificato con colore giallo, usato principalmente nella costruzione degli scafi (Hulls) delle navi e delle stazioni spaziali (StarBases). Viene impiegato anche nella produzione dei Siluri.

#### Minerali: Tritanium
È il metallo, identificato in colore blu, usato principalmente nella costruzione delle armi a raggio e nella costruzione dei caccia (Fighters). Viene impiegato anche nella produzione dei Siluri.

#### Minerali: Molybdenium
È il metallo, identificato in colore verde, usato principalmente nella costruzione di motori (engines), tubi lanciasiluri e caccia (Fighters). Attenzione, tutte le componenti navali di alto livello tecnologico richiedono quantità abbondanti di Molybdenium. Benché esista un bilanciamento complessivo delle richieste dei tre minerali, il Molybdenium alla lunga diventa un metallo molto prezioso. Viene impiegato anche nella produzione dei Siluri.

#### Economia: MegaCrediti (MC)
Il MegaCredito (MC) è l'unità monetaria galattica universale. Ogni componente navale costruibile, ed anche ogni struttura planetaria, ha un costo in MC, in aggiunta alle risorse minerarie richieste. Attenzione, a differenza di quanto accade in giochi analoghi, non esiste alcuna "cassa centrale": i MC prodotti su un pianeta saranno disponibili solo e soltanto sul pianeta in cui sono stati prodotti, a meno di non trasportarli da un pianeta all'altro tramite una nave o tramite programmi appositi sul lato host (add-on), come ad esempio StarBase Plus, che consentono il trasferimento da una Starbase all'altra.
I MC vengono ottenuti normalmente tramite la tassazione della popolazione residente su un pianeta controllato. Può essere tassata sia la popolazione coloniale (ossia composta di propri coloni), sia la popolazione nativa. Il client di gioco consente di impostare il massimo livello di tassazione percentuale verificando che non si generi eccessivo malcontento: una popolazione scontenta per tasse troppo alte crescerà più lentamente, e in casi estremi si rivolterà, azzerando gli introiti fiscali di quel pianeta e iniziando a distruggere fabbriche e impianti minerari.
Per quanto riguarda le popolazioni native si ricorda che il sistema di governo dei nativi influisce sulla tassazione; più è avanzato il sistema di governo, maggiori saranno gli introiti fiscali derivanti. Inoltre:
- Gli Amorphous non possono essere tassati. Qualora tassati si rivoltano immediatamente: è già spiacevole abitare un pianeta abitato anche da Amorfi, tassarli è il modo migliore per perdere il pianeta.
- Gli Avians garantiscono enormi entrate e possono essere tassati a livelli superiori al normale.
- Gli Insectoids producono MC doppi a parità di percentuale di tassazione.

Altri modi per ottenere MC sono:
- Conversione di Supplies: le Supplies prodotte dalle fabbriche planetarie possono essere convertite manualmente in MC, in rapporto di 1:1
- Commercio: scambiare minerali, navi o formulare accordi con altri giocatori.
- Conquista: conquistando un pianeta nemico, si ottiene tutto quello che stava in superficie, MC compresi.
- Saccheggio: solo per le razze Rebels e Fascists, tramite le missioni navali "Rebel Ground Attack" (RGA) e "Pillage".
- Rapina: solo per la razza BirdMen, vedere missione "SuperSpy".
- Gioco d'Azzardo: solo per le razze Rebels e Colonials, che dispongono di una Nave da gioco.

La grande quantità di programmi aggiuntivi (addons) disponibili per gli Host mette a disposizione anche altri canali di guadagno di MC, ma una trattazione caso per caso va oltre gli scopi di questa sezione.

#### Economia: Supplies (SUPP)
Supplies è un termine difficilmente traducibile alla lettera. Le supplies possono essere considerate come unità di produzione industriale, e una misura della potenzialità industriale di un pianeta. Tuttavia sono fisicamente presenti nel gioco, come se fossero minerali. Ogni Supply pesa 1kt ed occupa di conseguenza spazio nelle stive delle navi, se deve essere trasportata.
Le supplies vengono prodotte dalle fabbriche planetarie (factories), 1 per fabbrica. 
Possono essere convertite in denaro (mc) in rapporto di 1:1 qualora si avesse bisogno di denaro aggiuntivo oltre a quello eventualmente raccolto tramite la tassazione. Le popolazioni native di razza Bovinoids oltre alle tasse producono autonomamente grandi quantità di Supplies.
Le Supplies sono indispensabili per costruire le strutture planetarie, pertanto quando si spediscono navi a colonizzare dei pianeti, è bene caricare nella stiva anche delle Supplies oltre ai coloni. Le supplies sono usate per produrre, in dettaglio:
- Fabbriche (Factories): 1 supply + 3 megacrediti
- Miniere (Mines): 1 supply + 4 megacrediti
- Difese (Defenses): 1 supply + 10 megacrediti

Un uso alternativo delle Supplies è quello della conversione in metalli o carburanti attraverso le navi alchemiche e le navi raffineria.

## Multigiocatore e giocatore singolo
Una partita multiplayer può ospitare il totale delle 11 razze/imperi disponibili occupate da giocatori umani in competizione fra loro. È tuttavia possibile giocare partite anche in modalità giocatore singolo, riempiendo gli "slot" delle altre razze con i cosiddetti "Computer Players", o cplayer, che altro non sono che programmi esterni che simulano le azioni compiute da un giocatore umano.
La maggior parte delle applicazioni cplayer cerca di compensare la naturale mancanza di inventiva barando (ad esempio autodotandosi di carburante extra, di tecnologie supplementari, di risorse monetarie extra e via dicendo).
Il cplayer fornito col gioco, CPLAYER.EXE, è poco avanzato, ma sono disponibili i listati del cplayer e questo ha consentito lo sviluppo di molte altre intelligenze artificiali più avanzate.

## Storia
Vga Planets ricorda altri giochi dello stesso genere, in particolare i giochi commerciali della fortunata serie Master of Orion, ed il più famoso dei videogiochi strategici PBeM ad ambientazione spaziale, ossia Stars!.
L'ambientazione ideata da Tim Wisseman prevede un universo in cui si confrontano fino a 11 diversi Imperi razziali, le cui specifiche caratteristiche sono ricalcate sulla base di quelle di note serie televisive e cinematografiche di fantascienza: da Star Trek a Guerre stellari, a Battlestar Galactica.
Da rimarcare che pur avendo ricevuto accuse di plagio da parte dei produttori di Master of Orion, Tim Wisseman è sempre riuscito a difendere la paternità e l'originalità del gioco da lui ideato e prodotto.
Analoghe accuse sono state mosse dalla casa produttrice di Stars!, tuttavia anche in questo caso Tim Wisseman non ha subito conseguenze. Peraltro le date di produzione e distribuzione dei due giochi parlano decisamente a favore di Vga Planets.
Diversamente è andata con altre questioni di copyright, poiché le primissime versioni di Vga Planets contenevano immagini e richiami espliciti a serie TV e cinematografiche di fantascienza, riferimenti di cui i produttori originari hanno imposto la rimozione.
Vga Planets è stato concepito in un'epoca dell'informatica in cui era normale digitare comandi da tastiera e i mouse cominciavano da poco a diffondersi. La stessa concezione Play By e-Mail è da rapportarsi alla diffusione della posta elettronica, che all'epoca era più che altro un privilegio di università ed istituzioni, mentre la maggior parte dell'utenza privata si affidava al sistema delle BBS (Bulletin Board System) e delle reti telematiche amatoriali come FidoNet o comunque basate su tecnologia Fido-Tech.
Tim Wisseman ha autorizzato il team di sviluppo di VPA (VgaPlanets Assistant) a pubblicare il codice sorgente di VPA nell'ambito del progetto OpenSource. Questo ha consentito e accelerato lo sviluppo di interfacce utente "portabili", quindi usabili anche su sistemi Linux o in generale su qualunque sistema in grado di ospitare una macchina virtuale Java per quanto riguarda i client sviluppati con Java.

### Versione originale
Originariamente VGA Planets è stato sviluppato per funzionare su piattaforma MS-DOS e, poco dopo, su piattaforma Windows. Ciò significa che i requisiti di sistema sono assai ridotti. La versione per MS-DOS può funzionare anche su un 80286 con 16Mb di Ram. La versione per Windows richiede almeno 32Mb di Ram e un processore della generazione x486.

### La versione per MS-DOS
Comunemente chiamato PLANETS (dal nome del file eseguibile PLANETS.EXE) o "DOSPLAN"; si tratta di un'installazione molto ostica da usare per utenti che non abbiano mai maneggiato sistemi operativi con console a riga di comando. L'interfaccia grafica di questa versione è a dir poco spartana e minimale, la conduzione delle diverse fasi di gioco è macchinosa e frammentaria in quanto manca un'unica interfaccia dalla quale gestire le diverse fasi, a meno di non affidarsi a utility di terze parti come VPA (Vga Planets Assistant), EchoView o Planets Control Center.
DOSPLAN gira anche su uno x286 con 16Mb di ram, con MS-DOS 5.0 o superiore e scheda video in grado di supportare almeno 16 colori. Su piattaforma Linux è necessario installare un emulatore di ambiente Windows o DOS.
La versione più recente è la 3.0

### La versione per Windows
Comunemente chiamata WINPLAN (dal nome del file eseguibile principale, WINPLAN.EXE), rappresenta un grande passo avanti rispetto alla versione per MS-DOS in quanto integra in un'unica interfaccia la maggior parte delle funzioni necessarie a gestire una partita. La maggior parte dei giocatori "accaniti" considera tuttavia ancora insufficiente l'interfaccia originale, e preferisce affidarsi all'uso di utility gestionali aggiuntive sviluppate da terze parti.
WINPLAN gira su processori x486 superiori con almeno 32Mb di Ram, scheda video ad almeno 256 colori, e con sistema operativo Windows 3.11 o superiore. Su piattaforma Linux è necessaria l'installazione di un ambiente di emulazione Windows.
La versione più recente è la 3.52

### Sviluppi successivi
Negli anni successivi, ed in particolare col diffondersi del sistema operativo Linux, diversi sviluppatori indipendenti hanno realizzato, in accordo con il programmatore originario di VGA Planets, interfacce di gioco "portabili", alcune distribuite sotto licenza GPL opensource, con codice ottimizzato per consentire la compilazione su diverse piattaforme, altre sviluppate in ambiente Java e quindi parimenti utilizzabili su più piattaforme.
Per chi usa queste versioni di terze parti e vuole godere dei benefici delle versioni registrate è comunque necessario l'acquisto di una copia registrata (per Windows o DOS) e il trasferimento nella cartella di installazione del file contenente le informazioni di licenza.

### Planets.nu
Nel 2010 fu lanciata una campagna su Kickstarter per creare una versione interamente web di VGA Planets. I programmatori riuscirono a raccogliere 10 000 dollari che ne permisero la realizzazione. Questa versione venne chiamata Planets Nu (che in inglese si pronuncia come "new", cioè "nuovo"). Il progetto è nato dal desiderio di creare una versione che superasse le incompatibilità delle versioni originali con le nuove tecnologie.
Il sito è tutt'ora attivo e prevede la stessa formula ideata da Wisseman: il gioco è gratuito con le stesse limitazioni dello shareware originale e, pagando una quota periodica, si ottiene lo sblocco di queste limitazioni.
Dal 2010 la comunità di Planets Nu è cresciuta esponenzialmente, dimostrando che questo sistema di gioco è ancora apprezzato. Di recente Planets Nu è disponibile anche in forma di applicazione per dispositivi Android.

### Kit di sviluppo software (SDK)
VGA Planets è stato originariamente programmato in Visual Basic, e inizialmente gli unici pezzi di codice pubblicati dall'autore furono i listati del CPlayer (l'intelligenza artificiale da usare per simulare la presenza di avversari nelle partite giocate esclusivamente in locale), listati in linguaggio Basic. Successivamente i listati furono convertiti in codice per Turbo Pascal / Object Pascal e in linguaggio C e C++, che sono diventati ovviamente i linguaggi preferenziali di sviluppo per applicazioni di supporto, unitamente ai successivi sviluppi su piattaforma Java.
Una svolta nello sviluppo di applicazioni di terze parti si è avuta quando Alex Ivlev, l'autore di una delle più popolari interfacce di gioco alternative (VPA - Vga Planets Assistant) è stato autorizzato dall'autore di Vga Planets (Tim Wisseman) a divulgare il codice completo della sua applicazione (codici che ovviamente contengono gran parte della struttura dati utilizzata da Vga Planets 3); questo ha messo a disposizione degli sviluppatori informazioni fino ad allora incerte e non confermate.
Altre risorse utili per gli sviluppatori sono state pubblicate dagli sviluppatori di PHOST (Portable Host).